# 辻岡慶次
辻岡 慶次（つじおか けいじ、2002年6月5日 - ）は、大阪府出身の、日本の柔道選手。階級は60kg級。身長163cm。組み手は左組み。血液型はA型。得意技は足技。

## 経歴
柔道は3歳の時にダイコロ少年柔道教室で始めた。小学校6年の時に全国小学生学年別柔道大会50kg級で優勝した。大成中学1年の時には近代柔道杯決勝で国士舘中学に敗れて2位だった。3年の時には全国中学校柔道大会60kg級で優勝を飾ったが、マルちゃん杯では決勝で国士舘中学に敗れて2位だった。大成高校1年の時には全日本カデで3位、全国高校選手権で5位だった。2年の時には全日本カデで優勝するも、インターハイでは決勝で佐賀工業高校3年の近藤隼斗にGSに入ってから技ありで敗れて2位だった。17歳以下の世界一を決める世界カデでは決勝でアゼルバイジャンの選手を技ありで破って、高校の1年先輩となる81kg級の大竹龍之助とともに優勝した。2021年には東海大へ進学した。4年の時には体重別団体で優勝した。

## 戦績
- 2014年 -　全国小学生学年別柔道大会　優勝(50kg級)
- 2016年 -　近代柔道杯　2位
- 2017年 -　全国中学校柔道大会　優勝
- 2017年 -　マルちゃん杯　2位
- 2018年 -　全日本カデ　3位
- 2019年 -　全国高校選手権　5位
- 2019年 -　全日本カデ　優勝
- 2019年 -　インターハイ　2位
- 2019年 -　世界カデ　優勝
- 2021年 -　全日本ジュニア　3位
- 2022年 -　スペインジュニア国際　2位
- 2022年 -　体重別団体　2位
- 2024年 -　体重別団体　優勝

(出典、JudoInside.com)